# Huệ Thông
Huệ Thông (tiếng Triều Tiên: 혜총, năm sinh và mất không rõ) là hòa thượng của nước Bách Tề vượt biển để đến trong thời đại Asuka (thời đại Phi Điểu).
Thiên Hoàng Suiko năm thứ 3 (công nguyên năm 595), ngài đến Nhật Bản hoằng truyền Phật giáo, Thiên Hoàng năm thứ 4 (công nguyên năm 596) trú Pháp Hưng Tự (hiện nay là Phi Điểu Tự An Cư Viện) cùng nhà sư nước Cao Câu Ly vượt biển Huệ Từ được xưng là trụ cột của Tam Bảo. Trong "Tam Quốc Phật Pháp truyện Thông Lục khởi", ngài nói rằng chủ yếu học Tam Luận Tông (1 trong Nam Đô lục tông), là vị thầy Phật giáo của Thánh Đức Thái tử (Thái tử Shotoku).